# Oenothera murdockii
Oenothera murdockii är en dunörtsväxtart som beskrevs av Stanley Larson Welsh och N.D.Atwood. Oenothera murdockii ingår i släktet nattljussläktet, och familjen dunörtsväxter. Inga underarter finns listade i Catalogue of Life.